# ميان محمد بخش
ميان محمد بخش (مواليد 1830 في ميربور - 22 يناير 1907) هو شاعر ومتصوف بنجابي، يُنظر إليه بأنه الرومي في منطقة شبه القارة الهندية، وينتمي للطريقة القادرية الصوفية. يشتهر بتأليفه لديوان شعر باسم «سيف الملوك»، كما اشتهر بالملحمة الرومنسية «ميرزا صاحبان».

## النسب
كان من سلالة روحية متدينة من الجيل الرابع لداميريان والي سركار. وخلف داميريان بعد موته دين محمد ليصبح والي سركار. ثم خلفه معان شمس الدين، الذي له ثلاثة أبناء: ميدان بهفال بخش، ومان محمد بخش، ومان علي بخش. كان أسلاف معان محمد بخش من أصل جوجار (باسوال)، وقد استقروا في منطقة ميربور في أزاد جامو وكشمير.

## الخلاف حول تاريخ ميلاده
يكثر الخلاف حول سنة ميلاد ميان بخش، فقد كتب محبوب علي فقير قديري في سيرة ذاتية لميان بخش ملحقة مع ديوانه سيف الملوك بأن ميلاده في 1246 هـ (1830 م)، وقد اعتمدت الموسوعة الإسلامية هذا التاريخ أيضاً، ولكن في مصادر أخرى يذكر أن سنة ميلاده في 1843، كما أن ميان محمد بخش يذكر بأنه أنهى كتاب «سيف الملوك» في شهر رمضان سنة 1279 هـ (1863 هـ)، وذكر بأن عمره آنذاك كان 33 عاماً، وبالتالي يكون قد ولد سنة 1829 أو 1830.